# Javier Chacón Quesada
Javier Chacón Quesada (Vélez Rubio, Almeria, 29 de juliol de 1985) és un ciclista espanyol que va debutar com a professional a finals del 2008 amb el Contentpolis-AMPO professional encara que anteriorment ja havia disputat algunes carreres professionals amb la Selecció Espanyola.
El 2011 es va haver de requalificar amateur, però durant el mes de juny es va anunciar que actuaria com stagiaire a l'Andalusia-Caja Granada des del mes d'agost. L'Andalusia-Caixa Granada confirma tres stagiares] el 2012 va ser confirmat en la plantilla de l'equip andalús.
Es va retirar al 2014 a l'equip serbi del Keith Mobel-Partizan.

## Palmarès
- 2006
  -  Campió d'Espanya sub-23 en contrarellotge
  - 1r a la Volta a Segòvia i vencedor d'una etapa
  - Vencedor d'una etapa a la Volta a Palència
- 2010
  - Vencedor d'una etapa a la Volta a Veneçuela
- 2011
  - Vencedor d'una etapa a la Volta a Extremadura
- 2012
  - Vencedor d'una etapa al Tour de l'Azerbaidjan

### Resultats a la Volta a Espanya
- 2012. 161è de la classificació general.